# موسوعة الساحل السوري
موسوعة الساحل السوري وهي موسوعة أصدرت في سوريا عام 2015م، وتتضمن الموسوعة دراسات وأبحاثاً تعود إلى إنسان ما قبل التاريخ الذي يطلق عليه الإنسان منتصب القامة، وذلك في قرى ومواقع في حوض نهر الكبير الشمالي وعدد من الكهوف في القرداحة وجبلة، وتقسم الموسوعة إلى عصور ما قبل التاريخ وعصور البرونز التي تبدأ باختراع الكتابة 3200 ق.م حتى غزو شعوب البحر للساحل 1187ق.م، ومن ثم الفترة الآرامية (القرن العاشر ق.م) التي تسمّى الفترة المسيحية وهناك الكاتدرائيات والكنائس ودروب الحج في الفترات اليونانية والرومانية والبيزنطية والفترة الإسلامية والعربية الإسلامية، وتتميز مجتمعات تلك العصور بوجود نظام اجتماعي أسري و لغة التفاهم بإشارات ورموز وتحوي الموسوعة دراسات هامة حول أهم المساجد في سورية وحول التراث الشفوي كالاحتفالات والأعياد والألبسة عبر العصور، وعن المتاحف والأبنية القديمة التي تعود إلى عشرة آلاف عام .